# Danh sách cầu thủ tham dự Cúp bóng đá nữ châu Đại Dương 2014
Bài viết này mô tả về các đội hình cho Cúp bóng đá nữ châu Đại Dương 2014.

## Quần đảo Cook
Đội hình đã được công bố vào ngày 17 tháng 10 năm 2014.
Huấn luyện viên trưởng: Jimmy Katoa
| Số | VT | Cầu thủ            | Ngày sinh (tuổi)            | Trận | Bàn | Câu lạc bộ             |
| -- | -- | ------------------ | --------------------------- | ---- | --- | ---------------------- |
| 1  | TM | Imelda Vakai       | 20 tháng 1, 1997 (17 tuổi)  | 0    | 0   | Takuvaine FC           |
| 2  | HV | Linade Unuka       | 1 tháng 3, 1996 (18 tuổi)   | 4    | 0   | Fencibles United       |
| 3  | TĐ | Moeroa Harmon      | 1 tháng 1, 2000 (14 tuổi)   | 0    | 0   | Tupapa Maraerenga F.C. |
| 4  | TĐ | Rai Nganu          | 27 tháng 8, 1995 (19 tuổi)  | 0    | 0   | Puaikura FC            |
| 5  | TV | Edwina Matenga     |                             | 0    | 0   | Titikaveka F.C.        |
| 6  | HV | Jennifer Akavi     | 20 tháng 3, 1994 (20 tuổi)  | 7    | 0   | Nikao Sokattack F.C.   |
| 7  | HV | Lee Maoate-Cox     | 21 tháng 3, 1995 (19 tuổi)  | 0    | 0   | Christchurch F.C.      |
| 8  | HV | Marissa Iroa       | 17 tháng 11, 1993 (20 tuổi) | 6    | 0   | Tupapa Maraerenga F.C. |
| 9  | TV | Elizabeth Harmon   | 9 tháng 1, 1992 (22 tuổi)   | 8    | 0   | Tupapa Maraerenga F.C. |
| 10 | TV | Mama Henry         | 30 tháng 8, 1991 (23 tuổi)  | 8    | 2   | Fencibles United       |
| 11 | TĐ | Dayna Napa         |                             | 8    | 2   | Christchurch F.C.      |
| 12 | TĐ | Tepaeru Toka       | 31 tháng 3, 1995 (19 tuổi)  | 5    | 1   | Nikao Sokattack F.C.   |
| 13 | HV | Marcelle Tiaore    |                             | 0    | 0   | Nikao Sokattack F.C.   |
| 14 | TV | Tayla Hetherington |                             | 0    | 0   | Papatoetoe AFC         |
| 17 | HV | Tekura Urarii      |                             | 0    | 0   | Te Atatu AFC           |
| 18 | TV | Mii Piri           |                             | 8    | 0   | Tupapa Maraerenga F.C. |

## New Zealand
Đội hình đã được công bố vào ngày 13 tháng 10 năm 2014.
Huấn luyện viên trưởng: Tony Readings
| Số | VT | Cầu thủ         | Ngày sinh (tuổi)            | Trận | Bàn | Câu lạc bộ               |
| -- | -- | --------------- | --------------------------- | ---- | --- | ------------------------ |
| 1  | TM | Erin Nayler     | 17 tháng 4, 1992 (22 tuổi)  | 17   | 0   | Glenfield Rovers         |
| 2  | HV | Ria Percival    | 7 tháng 12, 1989 (24 tuổi)  | 91   | 8   | FF USV Jena              |
| 4  | TV | Katie Hoyle     | 1 tháng 2, 1988 (26 tuổi)   | 89   | 1   | Notts County Ladies F.C. |
| 5  | HV | Abby Erceg (c)  | 20 tháng 11, 1989 (24 tuổi) | 99   | 4   | FF USV Jena              |
| 6  | HV | Rebekah Stott   | 17 tháng 6, 1993 (21 tuổi)  | 25   | 0   | SC Sand                  |
| 7  | HV | Ali Riley       | 30 tháng 10, 1987 (26 tuổi) | 79   | 1   | FC Rosengård             |
| 8  | TV | Hayley Bowden   | 13 tháng 2, 1984 (30 tuổi)  | 90   | 10  | Iwata Bonita             |
| 9  | TĐ | Amber Hearn     | 28 tháng 11, 1984 (29 tuổi) | 85   | 36  | FF USV Jena              |
| 10 | TĐ | Sarah Gregorius | 6 tháng 8, 1987 (27 tuổi)   | 53   | 18  | AS Elfen Saitama         |
| 12 | TV | Betsy Hassett   | 4 tháng 8, 1990 (24 tuổi)   | 65   | 6   | Manchester City W.F.C.   |
| 13 | TĐ | Rosie White     | 6 tháng 6, 1993 (21 tuổi)   | 58   | 11  | UCLA Bruins              |
| 15 | HV | Meikayla Moore  | 4 tháng 6, 1996 (18 tuổi)   | 6    | 0   | Coastal Spirit FC        |
| 16 | TV | Annalie Longo   | 1 tháng 7, 1991 (23 tuổi)   | 64   | 1   | Coastal Spirit FC        |
| 18 | TV | Daisy Cleverley | 30 tháng 4, 1997 (17 tuổi)  | 0    | 0   | Forrest Hill Milford     |
| 19 | TV | Evie Millynn    | 23 tháng 11, 1994 (19 tuổi) | 1    | 0   | Eastern Suburbs AFC      |
| 20 | TĐ | Helen Collins   | 3 tháng 10, 1988 (26 tuổi)  | 19   | 0   | Claudelands Rovers       |
| 21 | TM | Rebecca Rolls   | 22 tháng 8, 1975 (39 tuổi)  | 18   | 0   | Three Kings United       |
| 24 | TĐ | Jasmine Pereira | 20 tháng 7, 1996 (18 tuổi)  | 0    | 0   | Three Kings United       |

## Papua New Guinea
Một đội hình 22 cầu thủ đã được công bố vào ngày 22 tháng 9 năm 2014.
Huấn luyện viên trưởng: Gary Philips
| Số | VT | Cầu thủ          | Ngày sinh (tuổi)            | Trận | Bàn | Câu lạc bộ       |
| -- | -- | ---------------- | --------------------------- | ---- | --- | ---------------- |
| 1  | TM | Fidelma Watpore  | 9 tháng 2, 1988 (26 tuổi)   |      |     | Besta United PNG |
| 2  | HV | Michealla Kurabi | 13 tháng 4, 1996 (18 tuổi)  |      |     |                  |
| 3  | TĐ | Yvonne Gabong    | 29 tháng 8, 1996 (18 tuổi)  |      |     | PAG Port Moresby |
| 4  | HV | Judith Gunemba   |                             |      |     | Besta United PNG |
| 5  | HV | Carolyn Obi      | 7 tháng 5, 1995 (19 tuổi)   |      |     | Sobou FC         |
| 6  | TĐ | Grace Steven     | 19 tháng 2, 1995 (19 tuổi)  |      |     | Besta United PNG |
| 7  | TV | Barbara Muta     | 31 tháng 12, 1982 (31 tuổi) |      |     |                  |
| 8  | TĐ | Fatima Rama      | 28 tháng 1, 1981 (33 tuổi)  |      |     | PAG Port Moresby |
| 9  | TV | Deslyn Siniu     | 2 tháng 1, 1981 (33 tuổi)   |      |     | PAG Port Moresby |
| 10 | TV | Sandra Birum     | 6 tháng 6, 1992 (22 tuổi)   |      |     | PAG Port Moresby |
| 11 | TĐ | Georgina Kaikas  | 10 tháng 4, 1995 (19 tuổi)  |      |     | Madang Fox       |
| 12 | TĐ | Meagen Gunemba   |                             |      |     | Besta United PNG |
| 13 | TV | Daisy Winas      | 3 tháng 11, 1986 (27 tuổi)  |      |     | Sobou FC         |
| 14 | HV | Dorcas Sesevo    |                             |      |     | PAG Port Moresby |
| 15 | TĐ | Zeen Limbai      | 4 tháng 7, 1990 (24 tuổi)   |      |     |                  |
| 16 | HV | Cathy Samson     |                             |      |     | PAG Port Moresby |
| 17 | TĐ | Marie Kaipu      |                             |      |     | NCD PSSA         |
| 18 | TV | Rumona Morris    | 5 tháng 6, 1995 (19 tuổi)   |      |     | Madang Fox       |
| 19 | HV | Talitha Irakau   | 28 tháng 5, 1995 (19 tuổi)  |      |     | Madang Fox       |
| 20 | TM | Lace Kunei       |                             |      |     | Madang Fox       |

## Tonga
Huấn luyện viên trưởng: Kilifi Uele
| Số | VT | Cầu thủ            | Ngày sinh (tuổi)            | Trận | Bàn | Câu lạc bộ      |
| -- | -- | ------------------ | --------------------------- | ---- | --- | --------------- |
| 1  | TM | Lupe Likiliki      |                             |      |     |                 |
| 2  | TĐ | Ilisapeti Malekamu |                             |      |     |                 |
| 3  | TĐ | Heilala Loto'Aniu  | 28 tháng 3, 1991 (23 tuổi)  |      |     |                 |
| 4  | TV | Vea Funaki         |                             |      |     |                 |
| 5  | TĐ | Salome Va'Enuku    |                             |      |     |                 |
| 6  | HV | Toliniko Kofutua   | 12 tháng 3, 1995 (19 tuổi)  |      |     |                 |
| 7  | TV | Eseta Vi           | 24 tháng 12, 1988 (25 tuổi) |      |     |                 |
| 8  | HV | Ofaloto La'Akulu   |                             |      |     |                 |
| 9  | HV | Sofia Filo         | 3 tháng 7, 1985 (29 tuổi)   |      |     |                 |
| 10 | TV | Hala’unga Taholo   |                             |      |     |                 |
| 11 | TĐ | Unaloto Tahitu'a   | 16 tháng 1, 1995 (19 tuổi)  |      |     |                 |
| 12 | HV | Rebecca Kilmartin  | 30 tháng 9, 1997 (17 tuổi)  |      |     | Moreau Catholic |
| 13 | HV | Tupou Topui        |                             |      |     |                 |
| 14 | HV | Mele Akolo         |                             |      |     |                 |
| 15 | TĐ | Pauline Tonga      | 8 tháng 3, 1993 (21 tuổi)   |      |     |                 |
| 16 | TĐ | Penateti Feke      | 7 tháng 1, 1990 (24 tuổi)   |      |     |                 |
| 17 | TV | Atelaite Manu      | 4 tháng 1, 1981 (33 tuổi)   |      |     |                 |
| 22 | TM | Suliana Uta'Atu    | 30 tháng 12, 1991 (22 tuổi) |      |     |                 |